# Гран-при Рика Ван Лоя 2024
6-й выпуск  Гран-при Рика Ван Лоя — шоссейной однодневной велогонки по дорогам в Бельгии. Гонка прошла 7 сентября 2024 года в рамках Европейского тура UCI 2024. Победу одержал бельгийский велогонщик Саймон Дехейрс.

## Участники
| UCI ProTeam- TDT-Unibet UCI Continental Teams (16)- Lotto Dstny Development Team - Alpecin-Deceuninck Development Team - Bingoal WB Devo Team - Wanty-Re Uz-Technord - Team Visma \| Lease a Bike Development - Development Team dsm-firmenich PostNL - Israel Premier Tech Academy - Lidl-Trek Future Racing - Tudor Pro Cycling Team U23 - Uno-X Mobility Development Team - Team Skyline - BEAT Cycling - Metec-Solarwatt p/b Mantel - Parkhotel Valkenburg - Diftar Continental Cycling Team - Volkerwessels Cycling Team Любительские, клубные или региональные команды (8)- Mini Discar Cycling Team - Óbidos Cycling Team - IBT-Tripeak - Urbano-Vulsteke Cycling Team - RB Zelfbouw UCT - Stageco Cycling Team - LRG-Cycling Team - VP Consulting-Cycling Team |
| |

## Маршрут
Дистанция гонки составила 181,1 километра со стартом Вестерло и финишем в Херенталсе. Относительно ровная трасса имела несколько мощеных дорожек, но они были довольно короткими.

## Ход гонки
Предполагалось, что за победу будут бороться в спринте, хотя и в небольшой группе. И этот сценарий оправдал ожидания. На улицах Херентала 23-летний Дехэйр показал себя с лучшей стороны, опередив своего 24-летнего соотечественника Бомбоя из команды Tietema. Третье и четвертое места заняли Лидл-Трек Future Racing с Тойтенбергом и будущий велогонщик Visma | Lease Away Никлас Беренс. Завершил топ-5 Мортен Аллинг Нортофт.

## Результаты
| \| Генеральная классификация \| Генеральная классификация \| Генеральная классификация \| Генеральная классификация \| Генеральная классификация \| \| Гонщик \| Гонщик \| Команда \| Время \| \| \| ------------------------- \| ------------------------- \| ----------------------------------- \| ------------------------- \| ------------------------- \| \| 1-й \| Simon Dehairs \| Alpecin-Deceuninck Development Team \| 3ч 59' 43 \| \| \| 2-й \| Davide Bomboi \| TDT-Unibet \| + 0 \| \| \| 3-й \| Тим Торн Тойтенберг \| Lidl-Trek Future Racing \| + 0 \| \| |                     |                                     |           |
| |                     |                                     |           |
| Источник: ProCyclingStats |                     |                                     |           |
| Генеральная классификация |                     |                                     |           |
| Гонщик | Гонщик              | Команда                             | Время     |
| 1-й | Simon Dehairs       | Alpecin-Deceuninck Development Team | 3ч 59' 43 |
| 2-й | Davide Bomboi       | TDT-Unibet                          | + 0       |
| 3-й | Тим Торн Тойтенберг | Lidl-Trek Future Racing             | + 0       |